# Liste des médaillés aux Jeux olympiques d'hiver de 1960
Cet article liste les athlètes ayant remporté une médaille aux Jeux olympiques d'hiver de 1960 à Squaw Valley aux États-Unis du 18 au 28 février 1960.

## Biathlon
| Épreuves | Or                   | Argent                | Bronze                   |
| -------- | -------------------- | --------------------- | ------------------------ |
| Hommes   |                      |                       |                          |
| 20 km    | Klas Lestander (SWE) | Antti Tyrväinen (FIN) | Alexander Privalov (URS) |

## Combiné nordique
| Épreuves   | Or                | Argent               | Bronze                |
| ---------- | ----------------- | -------------------- | --------------------- |
| Hommes     |                   |                      |                       |
| Individuel | Georg Thoma (EUA) | Tormod Knutsen (NOR) | Nikolay Gusakov (URS) |

## Hockey sur glace
| Épreuves         | Or | Argent | Bronze |
| ---------------- | --- | --- | --- |
| Tournoi masculin | États-Unis Bill Christian Roger Christian Bill Cleary Rob Cleary Eugene Grazia Paul Johnson John Kirrane John Mayasich Jack McCartan Robert McVey Richard Meredith Weldon Olson Edwyn Owen Rodney Paavola Lawrence Palmer Richard Rodenheiser Tom Williams | Canada Robert Attersley Maurice Benoit James Connelly Jack Douglas Fred Etcher Robert Forhan Donald Head Donald Rope Harold Hurley Ken Laufman Floyd Martin Robert McKnight Cliff Pennington Robert Rousseau George Samolenko Harry Sinden Darryl Sly | Union soviétique Veniamin Aleksandrov Aleksandr Almetov Iouri Baouline Mikhaïl Bytchkov Vladimir Grebennikov Ievgueni Grochev Viktor Iakouchev Ievgueni Iorkine Nikolaï Karpov Alfred Koutchevski Konstantin Loktev Stanislav Petoukhov Nikolaï Poutchkov Viktor Priajnikov Guenrikh Sidorenkov Nikolaï Sologoubov Iouri Tsitsinov |

## Patinage artistique
| Épreuves   | Or                                | Argent                                                       | Bronze                                      |
| ---------- | --------------------------------- | ------------------------------------------------------------ | ------------------------------------------- |
| Hommes     |                                   |                                                              |                                             |
| Individuel | David Jenkins (USA)               | Karol Divin (TCH)                                            | Donald Jackson (CAN)                        |
| Femmes     |                                   |                                                              |                                             |
| Individuel | Carol Heiss (USA)                 | Sjoukje Dijkstra (NED)                                       | Barbara Roles (USA)                         |
| Mixte      |                                   |                                                              |                                             |
| Couples    | Canada Barbara Wagner Robert Paul | Équipe unifiée d'Allemagne Marika Kilius Hans-Jürgen Bäumler | États-Unis Nancy Ludington Ronald Ludington |

## Patinage de vitesse
| Épreuves | Or                                    | Argent                   | Bronze                 |
| -------- | ------------------------------------- | ------------------------ | ---------------------- |
| Hommes   |                                       |                          |                        |
| 500 m    | Yevgeny Grishin (URS)                 | Bill Disney (USA)        | Rafael Grach (URS)     |
| 1 500 m  | Roald Aas (NOR) Yevgeny Grishin (URS) | -                        | Boris Stenin (URS)     |
| 5 000 m  | Viktor Kosichkin (URS)                | Knut Johannesen (NOR)    | Janis Pesman (NED)     |
| 10 000 m | Knut Johannesen (NOR)                 | Viktor Kosichkin (URS)   | Kjell Bäckman (SWE)    |
| Femmes   |                                       |                          |                        |
| 500 m    | Helga Haase (EUA)                     | Natalya Donchenko (URS)  | Jeanne Ashworth (USA)  |
| 1 000 m  | Klara Guseva (URS)                    | Helga Haase (EUA)        | Tamara Rylova (URS)    |
| 1 500 m  | Lidia Skoblikova (URS)                | Elwira Seroczyńska (POL) | Helena Pilejczyk (POL) |
| 3 000 m  | Lidia Skoblikova (URS)                | Valentina Stenina (URS)  | Eevi Huttunen (FIN)    |

## Saut à ski
| Épreuves       | Or                     | Argent              | Bronze               |
| -------------- | ---------------------- | ------------------- | -------------------- |
| Hommes         |                        |                     |                      |
| Petit tremplin | Helmut Recknagel (EUA) | Niilo Halonen (FIN) | Otto Leodolter (AUT) |

## Ski alpin
| Épreuves | Or                     | Argent                 | Bronze                    |
| -------- | ---------------------- | ---------------------- | ------------------------- |
| Hommes   |                        |                        |                           |
| Descente | Jean Vuarnet (FRA)     | Hans-Peter Lanig (EUA) | Guy Périllat (FRA)        |
| Géant    | Roger Staub (SUI)      | Josef Stiegler (AUT)   | Ernst Hinterseer (AUT)    |
| Slalom   | Ernst Hinterseer (AUT) | Mathias Leitner (AUT)  | Charles Bozon (FRA)       |
| Femmes   |                        |                        |                           |
| Descente | Heidi Biebl (EUA)      | Penny Pitou (USA)      | Traudl Hecher (AUT)       |
| Géant    | Yvonne Rüegg (SUI)     | Penny Pitou (USA)      | Giuliana Minuzzo (ITA)    |
| Slalom   | Anne Heggtveit (CAN)   | Betsy Snite (USA)      | Barbara Henneberger (EUA) |

## Ski de fond
| Épreuves         | Or                                                                    | Argent                                                                 | Bronze                                                                               |
| ---------------- | --------------------------------------------------------------------- | ---------------------------------------------------------------------- | ------------------------------------------------------------------------------------ |
| Hommes           |                                                                       |                                                                        |                                                                                      |
| 15 km classique  | Haakon Brusveen (NOR)                                                 | Sixten Jernberg (SWE)                                                  | Veikko Hakulinen (FIN)                                                               |
| 30 km classique  | Sixten Jernberg (SWE)                                                 | Rolf Rämgård (SWE)                                                     | Nikolay Anikin (URS)                                                                 |
| 50 km classique  | Kalevi Hämäläinen (FIN)                                               | Veikko Hakulinen (FIN)                                                 | Rolf Rämgård (SWE)                                                                   |
| Relais 4 × 10 km | Finlande Toimi Alatalo Veikko Hakulinen Väinö Huhtala Eero Mäntyranta | Norvège Hallgeir Brenden Haakon Brusveen Harald Grønningen Einar Østby | Union soviétique Nikolay Anikin Aleksey Kuznetsov Anatoly Shelyukhin Gennady Vaganov |
| Femmes           |                                                                       |                                                                        |                                                                                      |
| 10 km classique  | Maria Gusakova (URS)                                                  | Ljubov Kozyreva (URS)                                                  | Radya Yeroshina (URS)                                                                |
| Relais 3 × 5 km  | Suède Sonja Edström Irma Johansson Britt Strandberg                   | Union soviétique Maria Gusakova Ljubov Kozyreva Radya Yeroshina        | Finlande Toini Mikkola-Pöysti Siiri Rantanen Eeva Ruoppa                             |

## Sportifs les plus médaillés
| Rang | Athlète          | Pays                       | Sport               | Or | Argent | Bronze | Total |
| ---- | ---------------- | -------------------------- | ------------------- | -- | ------ | ------ | ----- |
| 1    | Evgueni Grichine | Union soviétique           | Patinage de vitesse | 2  | 0      | 0      | 2     |
| 1    | Lidia Skoblikova | Union soviétique           | Patinage de vitesse | 2  | 0      | 0      | 2     |
| 3    | Veikko Hakulinen | Finlande                   | Ski de fond         | 1  | 1      | 1      | 3     |
| 4    | Håkon Brusveen   | Norvège                    | Ski de fond         | 1  | 1      | 0      | 2     |
| 4    | Maria Gusakova   | Union soviétique           | Ski de fond         | 1  | 1      | 0      | 2     |
| 4    | Helga Haase      | Équipe unifiée d'Allemagne | Patinage de vitesse | 1  | 1      | 0      | 2     |
| 4    | Sixten Jernberg  | Suède                      | Ski de fond         | 1  | 1      | 0      | 2     |
| 4    | Knut Johannesen  | Norvège                    | Patinage de vitesse | 1  | 1      | 0      | 2     |
| 4    | Viktor Kosichkin | Union soviétique           | Patinage de vitesse | 1  | 1      | 0      | 2     |